# Студёнский сельсовет (Липецкая область)
Студенский сельсове́т — сельское поселение в Усманском районе Липецкой области. 
Административный центр — село Студёнки.

## История
В соответствии с законами Липецкой области №114-оз от 02.07.2004 и №126-оз от 23.09.2004 сельсовет наделён статусом сельского поселения, установлены границы муниципального образования.

## Население
| 2010 | 2012 | 2013 | 2014 | 2015 | 2016 | 2017 |
| ---- | ---- | ---- | ---- | ---- | ---- | ---- |
| 637  | ↘628 | ↗650 | ↘596 | ↘587 | ↘565 | ↘553 |
| 2018 | 2021 |      |      |      |      |      |
| ↘551 | ↗558 |      |      |      |      |      |

## Состав сельского поселения
| № | Населённый пункт | Тип населённого пункта       | Население |
| - | ---------------- | ---------------------------- | --------- |
| 1 | Беляево          | село                         | →203      |
| 2 | Студёнки         | село, административный центр | →410      |
| 3 | Шаршки           | деревня                      | →24       |